# Hemiberlesia pseudorapax
Hemiberlesia pseudorapax är en insektsart som beskrevs av Mckenzie 1951. Hemiberlesia pseudorapax ingår i släktet Hemiberlesia och familjen pansarsköldlöss. Inga underarter finns listade i Catalogue of Life.